# パイエル板
パイエル板（パイエルばん、Peyer's patch）とは、空腸や回腸において、腸間膜の反対側の所々に存在する、絨毛が未発達な領域のことである。哺乳類の免疫器官の1つ。

## 概要

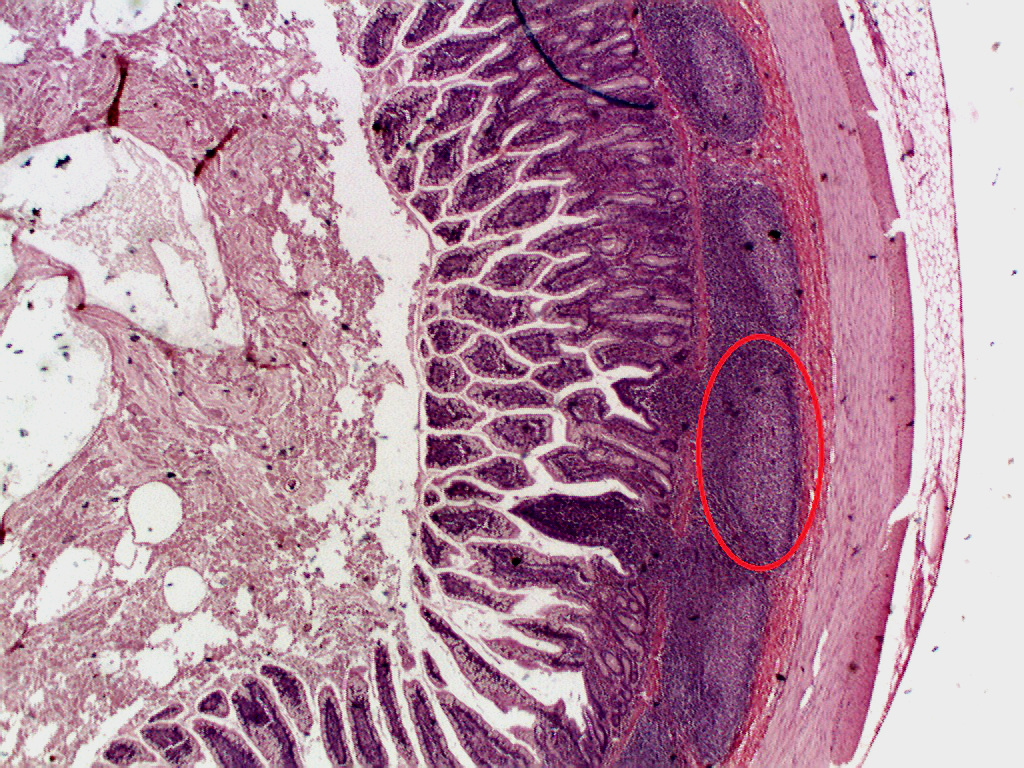
回腸で撮影されたパイエル板。

小腸（空腸と回腸）の内側には絨毛が多数存在し、腸粘膜の表面積を増大させ、栄養の吸収効率を上げている。しかし、この絨毛は空腸と回腸内に一様に分布しているわけではなく、パッチワーク状に絨毛が未発達な場所が点在している。これがパイエル板である。
脊椎動物にはリンパ小節と呼ばれるリンパ球の集結する免疫器官があり、両生類、爬虫類、鳥類、哺乳類ではこれが集合リンパ小節と呼ばれる集合体を形成する。一般によく知られたものは口腔に形成される扁桃や、哺乳類に見られるリンパ節であるが、その中の1つに小腸に見られるパイエル板がある。ヒトでは小腸の空腸の部分から孤立リンパ小節が出現し、回腸に至るとリンパ組織が増加して、腸間膜付着部と腸壁を隔てて反対側の粘膜内に、20個から30個のパイエル板が出現する。1個のパイエル板は約20個のリンパ小節から構成されている。
パイエル板は腸管関連リンパ組織の構成要素の1つであり、腸内細菌など腸管内物質に対する免疫応答の制御に関わっている。小腸の粘膜固有層の中に数十個から数百個のリンパ小節が平面的に集合したもので、扁桃やリンパ節ほど器官としては分化していない。リンパ球が多数集合しており、その中のB細胞の一部はプラズマ細胞に分化して、免疫グロブリンの中でも主としてIgAを産生している。

## 歴史
小腸の内側（管腔側）には、絨毛と呼ばれる小さな突起が密集して栄養分を吸収する役割を果たしている。しかし、1677年、スイスの医師パイエル (Joseph Conrad Hans Peyer）は、この絨毛が小腸内部に均一に生えているのではなく、ところどころに絨毛が未発達の領域がパッチワーク状に点在していることを見出し、これをPeyer's patch（パイエル板、パイエルのパッチ）と名付けた。その後、組織学的な解析から、この「パッチ」の下にあたる、小腸の粘膜固有層に、リンパ小節が平面上に集合していることが明らかになり、このリンパ小節による平板状のリンパ組織がパイエル板と呼ばれるようになった。その役割は長らく不明であったが、1970年代から免疫学の進歩に伴って、腸管免疫とよばれる、生体防御に関わる免疫機構において重要な働きを担っていることが判明し、その機能が徐々に明らかになりつつある。

### M細胞
パイエル板の免疫で重要な働きをするのがM細胞（microfold cell）である。M細胞は、腸管の上皮組織の一部で、腸管内と接している。M細胞は腸管内腔側からエンドサイトーシスによって腸管内腔の細菌などの抗原を取り込み、基底膜側で接触しているT細胞やB細胞、マクロファージに提示することによって、パイエル板内の免疫細胞群に抗原情報を伝達する。パイエル板内では種々のリンパ球などの間で複雑に情報処理が行われ、病原微生物に対してはIgAの分泌を中心とする免疫応答による排除が、食物由来のタンパク質や腸内の常在細菌に対してはアレルギー反応などの異常な免疫反応が起こらないような免疫寛容が、それぞれ誘導されていると考えられている。つまり、食物由来のタンパク質に激しく免疫応答を起こしてしまう食物アレルギーにも、パイエル板での情報処理が深く関係していることになる。
また、本来は生体防御の中枢器官であるパイエル板であるが、病原生物の中にはM細胞によるパイエル板への異物取り込み・提示機構に適応して、感染を成立させる能力を身につけているものもある。赤痢菌がその例として挙げられる。

## その他
パイエル板の発達は、腸内細菌の影響を受けていると考えられている。事実、無菌状態で飼育したマウスでは、パイエル板が小さくなることが観察されている。また、赤痢菌は、パイエル板に存在するM細胞に侵入することが知られている。